# Филм ноар
Филм ноар (фр. film noir — црни филм) је термин за криминалистичке холивудске црно-беле филмове из 1940-их и 1950-их. Назив је настао због претераног коришћења, односно мењања, филмског осветљења, чиме се постизала мрачнија, песимистичка атмосфера. Назив се употребљава и за новије филмове који имају стил и радњу карактеристичну за филм ноар. На класичне ауторе филм ноара утицали су немачки неми филмови, као и амерички и француски криминалистички романи из 1930-их, чији су главни ликови углавном имали трагичан крај.
Радња филмова из жанра углавном је смештена током ноћи, по кишном времену а филмови су осветљени тако да грубе сенке наглашавају мистериозност. Чест извор осветљења у кадровима су неонске рекламе. Већина секвенци је неретко пресецана дугим кадровима, док крупним планом углавном доминира само лице. Композиција је често асиметрична и уобичајена је употреба атипичних углова снимања, који доводе до планског додатног дезоријентисања гледаоца. Простори у којима се одиграва радња су приказани клаустрофобично и често испуњени димом цигарета или томпуса. Уобичајене су кадрови аутомобила и дијалошких сцена током вожње.
Јунаци филма су обучени у кишне мантиле и обично носе федора шешире. Обично је присутан детектив, приватни истраживач или полицајац који се сусреће са жртвом и испитује злочин који је окосница филма. Значајан број филмова из жанра садржи лика који се одређује као Фатална жена, најчешће плавуше.
Атмосфера параноичности, неповерења, фатализма, конфузије и меланхоличности која доминира филм ноаром проистекла је из ширег стања у друштву након завршетка Другог светског рата.

## Познати филмова
- Малтешки соко (1941)
- Сенка сумње (1943)
- Двострука обмана (1944)
- Заобилазница (1945)
- Гилда (1946)
- Поштар увек звони двапут (1946)
- Убице (1946)
- Мрачни угао (1946)
- Из прошлости (1947)
- Дама из Шангаја (1948)
- Булевар сумрака (1950)
- Смрт долази (1950)
- Ноћ и град (1950)
- Џунгла на асфалту (1950)
- Пољубац за сутрашње збогом (1950)
- Хапшење у јужној улици (1953)
- Слатки мирис успеха (1957)
- Злочин из страсти (1957)